# Новониколаевский район (Запорожская область)
Новоникола́евский райо́н (укр. Новомиколаївський район) — упразднённая административная единица Запорожской области Украины. Административный центр — посёлок городского типа Новониколаевка.

## География
Новониколаевский район расположен в северной части Запорожской области. С районом граничат Вольнянский, Ореховский, Гуляйпольский районы Запорожской области, Покровский, Васильковский районы Днепропетровской области.
Территория района занимает площадь 920 км².
По территории района протекают реки: Верхняя Терса, Солёная, Любашевка, Широкая, Гайчур.

## История
Район образован в 1923 году. В 1962—1966 во время реформы по укрупнению районов в сельские и промышленные его территория входила в состав Вольнянского, Гуляйпольского и Ореховского районов.
История заселения района своими корнями уходит в XVIII век. Первыми поселенцами современной Новониколаевки были государственные крестьяне из села Кочерёжки Павлоградского уезда Екатеринославской губернии. Затем в день Святого Николая здесь была освящена вновь выстроенная церковь, и село стали называть Новониколаевкой. Территориально она принадлежала к Покровской волости Александровского уезда Екатеринославской губернии.
В 1939 году, в 98 населённых пунктах Новониколаевского района проживало 38 тыс. человек.
4 октября 1941 года немецкие оккупанты захватили райцентр и другие населенные пункты района. Район был освобождён во второй половине сентября 1943 года. На фронтах Великой Отечественной войны сражались против фашистов 5300 жителей района. Погибло 3243 воина.
До конца 1950 года были отстроены все административно-хозяйственные и культурно-образовательные учреждения, довоенный уровень экономики был полностью восстановлен.
30 декабря 1962 года район был упразднён, восстановлен 8 декабря 1966 года
В 2000 году в Новониколаевку был проведён природный газ.
17 июля 2020 года в результате административно-территориальной реформы район вошёл в состав Запорожского района.

## Население
По данным переписи 2001 года, численность населения составляла 19 580 человек, на 1 января 2013 года — 16 656 человек.

## Административное устройство
Район включает в себя:
| - Поселковых советов: 2 - Сельских советов: 12 | - Посёлков городского типа: 2 - Посёлков: 1 - Сёл: 67 |

### Местные советы[8]
| - Новониколаевский поселковый совет - Терноватский поселковый совет - Барвиновский сельский совет - Веселогаевский сельский совет - Зеленовский сельский совет - Любицкий сельский совет - Новоиванковский сельский совет | - Подгорненский сельский совет - Риздвянский сельский совет - Самойловский сельский совет - Софиевский сельский совет - Сторчевский сельский совет - Терсянский сельский совет - Трудовый сельский совет |

### Населённые пункты[9]
| с. Алексеевка с. Барвиновка с. Берестовое с. Благодатное с. Богдановка с. Богуновка с. Бойково с. Васильковое с. Весёлый Гай с. Викторовка с. Вольное с. Воскресенка с. Голубково с. Горлицкое с. Граничное с. Даниловка с. Дубовый Гай с. Дудниково | с. Заливное с. Заречное с. Зарница с. Зелёная Диброва с. Зелёное с. Зоревка с. Ивановское с. Каменка с. Каменоватое с. Каштановка с. Киевское с. Косовцево с. Криновка с. Лесное с. Листовка с. Любицкое с. Марьяновка с. Мировка | с. Михайловское с. Неженка с. Николаевка Вторая с. Николай-Поле с. Нововикторовка с. Нововладимировка с. Новогригоровка с. Новое Поле с. Новоиванковка с. Новокасьяновка пгт Новониколаевка с. Новосолёное с. Новоукраинка с. Островское с. Петропавловка с. Петропавловское с. Подгорное с. Придорожное | с. Риздвянка с. Родинское с. Розовка с. Рыбальское с. Садовое с. Самойловка с. Светлая Долина с. Сергеевка с. Сорочино с. Софиевка с. Сторчевое пгт Терноватое с. Терновка с. Терсянка пос. Трудовое с. Шевченковское |

#### Ликвидированные населённые пункты[10]
| с. Гончары с. Зелёный Яр | с. Литовка с. Мирополь | с. Николаевка с Анновка |  |  |  |

## Известные люди
- Трое уроженцев района — А. Г. Кайда, И. А. Манойлов и М. А. Плакса — удостоены звания Героя Советского Союза, а В. Г. Гриценко стал полным кавалером орденов Славы.
- В районе живёт и работает Герой Украины — Головко, Анатолий Григорьевич.